# Ейдриън Грение
Ейдриън Грение (на английски; роден на 10 юли 1976 г.) е американски актьор, музикант и режисьор. Известен е с главната си роля на Винсънт Чейс в сериала „Антураж“ на HBO.

## Биография

### Произход и образование
Грение е роден в Санта Фе (Ню Мексико). Родителите му са Кареси Грение и Джон Т. Дънбар. Те се запознават в комуна през 1970 г. и никога не са сключвали брак. Грение е отгледан от своята майка в Манхатън, Ню Йорк. Учи в колежа Бард, Ню Йорк.

### Кариера
През 1997 г., Ейдриън прави дебюта си като актьор в драмата Arresting Gena. През 1999 г. участва в Drive Me Crazy, а през 2001 г. изпълнява ролята на Джеймс Тобак в Harvard Man. През 2002 г. Грение прави дебюта си като режисьор с документалния филм Shot in the Dark. Филма разказва за собствените му ранни години, в които родителите му са се разделили още когато той е бил бебе. Грение и Дънбар не са се виждали от 18 години, докато през 2001 г. Ейдриън на започва работа по документалния филм и се налага да възобнови връзката с баща си. Премиерата на филма се състои на 3 юни 2007 година по HBO.
През 2004 г. Ейдриън Грение изиграва водещата роля в сериала „Антураж“, която му донася голям успех. През 2007 г. спечелва ролята на гаджето на Ан Хатауей – Нейт, в „Дяволът носи Прада“ и списание „People” го класират на 7 място в листата за Най-секси мъже. На 2 юни 2008 г. е премиерата на новото шоу на Ейдриън „Alter Eco“. В него актьора и неговия екип от експерти по екологията показват промени, които всеки трябва да направи за да води по-екологичен начин на живот.
Освен актьор, Грение е и музикант. Свири на китара, барабани, пиано и валдхорна. Участва в две банди в Ню Йорк – певец в Kid Friendly и барабанист в Honey Brothers. През 2012 г. Ейдриън и партньорът му Джим Хоукинс – бивш дизайнер на Найк, откриват Churchkey Can Company.

### Личен живот
През 2005 г. Грение си купува дом в Бруклин, Ню Йорк за 1 милион долара. Преобразява го тотално и му инсталира соларни панели, за да е по-екологично.

## Филмография

### Филми
| Година | Заглавие                       | Роля           | Бележки                                                                                   |
| ------ | ------------------------------ | -------------- | ----------------------------------------------------------------------------------------- |
| 1997   | Arresting Gena                 | Кабуш          |                                                                                           |
| 1997   | Hurricane Streets              | Пънк           |                                                                                           |
| 1998   | Риби извън водата              |                |                                                                                           |
| 1998   | Приключенията на Себастиян Кол | Себастиян Кол  |                                                                                           |
| 1999   | Луд по теб                     | Чейс Хамънд    |                                                                                           |
| 2000   | Откаченият Сесил Б.            | Лайл           |                                                                                           |
| 2001   | Мъж от Харвърд                 | Алън Дженсън   |                                                                                           |
| 2001   | Изкуствен интелект             |                |                                                                                           |
| 2002   | Любов по време на пари         | Ник            |                                                                                           |
| 2002   | Войната на Харт                | Даниел Абрамс  |                                                                                           |
| 2003   | Bringing Rain                  | Клей Аскинс    |                                                                                           |
| 2003   | И още нещо                     | Рей Полито     |                                                                                           |
| 2004   | Сватбата на Тони и Тина        | Мичъл          |                                                                                           |
| 2005   | A Perfect Fit                  | Джон           |                                                                                           |
| 2006   | Across the Hall                | Джулиън        |                                                                                           |
| 2006   | Дяволът носи Прада             | Нейт           |                                                                                           |
| 2007   | Не в час                       | Бруно          | Награда за най-добър актьор на New York International Independent Film and Video Festival |
| 2008   | Adventures of Power            | Далъс Хоустън  |                                                                                           |
| 2013   | Сбогом, свят                   | Джеймс         |                                                                                           |
| 2015   | Антураж                        | Винсънт Чейз   |                                                                                           |
| 2015   | Секс, смърт и боулинг          | Шон Макалистър |                                                                                           |
| 2016   | Отпадъчен огън                 | Оуен           |                                                                                           |
| 2016   | Мародери                       | Уелс           |                                                                                           |
| 2017   | Арсенал                        | ДжейПи         |                                                                                           |
| 2017   | Обществени работи              | Роб Рейнолдс   |                                                                                           |

### Телевизия
| Година      | Заглавие   | Роля         | Бележки     |
| ----------- | ---------- | ------------ | ----------- |
| 2002        | Освежаване | Ноа          | Кратък филм |
| 2004 – 2011 | Антураж    | Винсънт Чейз |             |
| 2010        | 90210      | Себе си      |             |

### Режисьор
| Година | Заглавие          | Бележки |
| ------ | ----------------- | ------- |
| 2002   | Shot in the Dark  |         |
| 2006   | Euthanasia        |         |
| 2010   | Teenage Paparazzo |         |

### Сценарист
| Година | Заглавие          | Бележки |
| ------ | ----------------- | ------- |
| 2006   | Euthanasia        |         |
| 2010   | Teenage Paparazzo |         |